# Osteoglossum bicirrhosum
Arowana argenté
Espèce
Synonymes
- Ischnosoma bicirrhosum Cuvier, 1829[1] [2]
- Osteoglossum arowana Jardine, 1841[1] [2]
- Osteoglossum bicirrhostum (Cuvier, 1829)[2]
- Osteoglossum minus Valenciennes, 1847[2]
- Osteoglossum vandelli Cuvier, 1829[2]
- Osteoglossum vandellii Cuvier, 1829[1]

Osteoglossum bicirrhosum (l'Arowana argenté en français) est une espèce de poisson de la famille des Osteoglossidae.

## Répartition
Osteoglossum bicirrhosum se rencontre dans les bassins de l'Amazone, du Rupununi et de l'Oyapock.

## Description
La taille maximale connue pour Osteoglossum bicirrhosum est de 90 cm pour un poids maximal de 6 kg. Les mâles transportent les œufs, les larves puis les jeunes alevins dans leur bouche. C'est une espèce omnivore ayant une préférence pour les poissons de surface. Il lui arrive de sauter hors de l'eau pour capturer de gros insectes tels que des coléoptères. Il est capable de vivre dans des eaux à faible teneur en oxygène.

## Étymologie
Son nom spécifique, du latin bi, « deux », et cirrosum, « recourbé », fait référence à la présence d'un barbillon fourchu à l'extrémité de sa mâchoire inférieure.

## Pêche sportive
L'espèce est appréciée en pêche sportive, le poisson offrant une bonne défense. Vivant dans des zones de faibles profondeurs et aimant les bords de cours d'eau encombrés de branches, il est pêché avec des leurres de surface et subsurface. Rarement consommé, l'animal est relâché.

## Publication originale
- Cuvier, 1829 : Le Règne Animal, distribué d'après son organisation, pour servir de base à l'histoire naturelle des animaux et d'introduction à l'anatomie comparée, vol. 2, p. 1-406[6] (texte intégral).